# Popples (serie animata)
Popples è una serie animata televisiva, prodotta in seguito al successo dell'omonima linea di giocattoli ed andata in onda dal 1986 al 1987.
L'episodio pilota della serie fu un live action con Shelley Duvall intitolato It's Popple Time, nel quale i popples erano della marionette. Dopo che l'episodio pilota fu ben accolto, fu prodotta una serie a cartoni animati dalla DiC Entertainment e distribuita dalla LBS Communications in associazione con The Maltese Companies.

## Trama
Nove popples vivono segretamente con due fratellini umani Billy e Bonnie Wagner. I popples sono delle creature simili a dei coloratissimi orsetti, con orecchie da cocker e code con ponpon sull'estremità in grado di estrarre qualunque oggetto dalla magica tasca che hanno sulla schiena, nella quale possono persino nascondere se stessi in caso ce ne fosse bisogno, assumendo la forma di palle. I popples tendono a combinare guai in casa, anche quando sono animati da buone intenzioni. Billy e Bonnie pensano di essere gli unici bambini ad avere dei popples, finché non conoscono altri bambini del vicinato con cui vivono altri popples, i popples rock stars e i popples babies. La maggior parte degli episodi ruotano intorno ai tentativi dei bambini di nascondere l'esistenza dei popples agli adulti, o di rimettere a posto i disastri che hanno combinato.